# Костаке Негри (Галац)
Костаке Негри (рум. Costache Negri) насеље је у Румунији у округу Галац у општини Костаке Негри. Oпштина се налази на надморској висини од 48 m.

## Становништво
Према подацима из 2002. године у насељу је живело 2619 становника, од којих су сви румунске националности.